# جاسم الصحيح
جاسم الصحيح، (ولد بمدينة الجفر عام 1384 هـ/ 1964م) شاعر سعودي من الأحساء، صدر له العديد من الدواوين الشعرية من أبرزها: ديوان «كي لا يميل الكوكب» الديوان الفائز بجائزة الشاعر محمد الثبيتي عام 2014. وهو حاصل على الكثير من الجوائز الأدبية من بينها جائزة سوق عكاظ الدولية للشعر العربي الفصيح 2018.

## التعليم والعمل
- حصل على شهادة البكالوريوس في الهندسة الميكانيكية من جامعة بورت لاند بأمريكا عام 1410هـ/1990م.
- عمل بوظيفة مهندس ميكانيكي في شركة أرامكو السعودية للنفط.[3]
- بدأ في الظهور على الساحة الأحسائية عبر الاحتفالات الدينية والاجتماعية، ونشرت قصائده في العديد من وسائل الإعلام المحلية والعربية، وهو عضو الجمعية العربية السعودية للثقافة والفنون، وعضو النادي الادبي بالمنطقة الشرقية.
- قدم برنامج (أنتم الناس) على القناة الثقافية عام 2014م.[4]
- قدم برنامج (قول على قول) على شاشة القناة الثقافية في 2023م.[5]

## جوائز حصل عليها
شارك الشاعر في المسابقات الشعرية وحصل على العديد من الجوائز، منها:
1. جائزة الثبيتي في فرع الديوان عن ديوانه «كي لا يميل الكوكب» 1436هـ.
2. شهادة الاستحقاق والتقدير في تخصص الشعر العربي برتبة العالمية بما يعادل دكتوراه الدولة عن ديوانه «أعشاش الملائكة» من جامعة الحضارة الإسلامية المفتوحة في بيروت.
3. جائزة أفضل ديوان شعري في مسابقة البابطين للإبداع الشعري 1434هـ عن ديوانه «ما وراء حنجرة المغني».
4. جائزة أفضل قصيدة من نادي أبها الأدبي مرتين على مستوى المملكة.
5. جائزة نادي المدينة المنورة الأدبي مرتين.
6. جائزة عجمان للشعر ثلاث مرات.
7. جائزة مؤسسة البابطين لعام 1419هـ عن أفضل قصيدة على مستوى العالم العربي عن قصيدته «عنترة في الأسر».
8. جائزة الشارقة لمدة ثلاث سنوات على التوالي.
9. جائزة عجمان للإبداع الشعري للمرة الرابعة على التوالي عام 1422هـ.
10. المركز الثالث في مسابقة أمير الشعراء 1428هـ.
11. المركز الأول في الدورة السابعة والعشرون لجائزة راشد بن حميد للثقافة والعلوم بإمارة عجمان بدولة الإمارت العربية المتحدة عام 1431هـ.
12. المركز الرابع في مسابقة البردة الدولية في دورتها التاسعة، في فرع الشعر العربي الفصيح، التي أعلنت عنها وزارة الثقافة والشباب وتنمية المجتمع الإماراتية 1433هـ.
13. جائزة سوق عكاظ الدولية للشعر العربي الفصيح بدورته الـ12.[6]
14. جائزة السنوسي الشعرية 2019 عن ديوانه (قريب من البحر بعيد عن الزرقة).[7]
15. جائزة التميز الإعلامي في نسختها الثانية 2020 عن قصيدته "المقام الثامن: سيرةٌ إنسانيةٌ للرمال".[8]
16. جائزة المركز الأول في برنامج المعلقة من وزارة الثقافة السعودية في عام 2024، وتبلغ الجائزة مليون ريال سعودي.[9]

## المشاركات والعضويات
عضو في لجنة تحكيم الدورة الأولى من جائزة عبد الله بن إدريس الثقافية لعام 2023م.

## دواوينه
| م  | الديوان                            | ملاحظات                            |
| -- | ---------------------------------- | ---------------------------------- |
| 1  | ظلي خليفتي عليكم                   | 1996م                              |
| 2  | عناق الشموع والدموع                | 1999م                              |
| 3  | رقصة عرفانية                       | 1999م                              |
| 4  | حمائم تكنس العتمة                  | 2000م                              |
| 5  | أولمبياد الجسد                     | 2001م                              |
| 6  | نحيب الأبجدية                      | 2003م                              |
| 7  | أعشاش الملائكة "خميرة الغضب سابقاً" | 2004                               |
| 8  | ما وراء حنجرة المغني               | 2010م                              |
| 9  | سهام أليفة                         |                                    |
| 10 | وألنا له القصيد                    | 2013م.                             |
| 11 | الأعمال الكاملة (3 مجلدات)         | 2015م. وصدرت الطبعة الثانية 2018م. |
| 12 | كي لا يميل الكوكب                  | 2018م                              |
| 13 | قريب من البحر، بعيد عن الزرقة      | 2018م                              |
| 14 | تضاريس الهذيان                     | 2020م                              |
| 15 | طيور تحلق في المصيدة               | 2021م.                             |